# Associazione Calcio Lumezzane 1996-1997
Questa pagina raccoglie le informazioni riguardanti l'Associazione Calcio Lumezzane nelle competizioni ufficiali della stagione 1996-1997.

## Stagione
Nella stagione 1997-98 il Lumezzane ha disputato il girone A del campionato di Serie C2, con 64 punti in classifica ha vinto il torneo ed è stata promossa in Serie C1 con il Lecco che ha ottenuto la promozione avendo vinto i playoff dopo essere giunto secondo con 61 punti in campionato. La squadra valgobbina per il terzo anno di fila affidata a Giovanni Trainini, dopo due ottime stagioni culminate dalle finali playoff, parte con i favori dei pronostici, e durante il campionato dimostra di essere per davvero la più forte del torneo. Solo Il Lecco di Elio Gustinetti, riesce a restare nella scia dei rossoblù, e poi a vincere anche i playoff. Due attaccanti valgobbini hanno raggiunto la doppia cifra in campionato, dando un sostanzioso contributo alla promozione, Massimiliano Maffioletti autore di 14 reti e Claudio Salvi con 10 centri. Nella Coppa Italia di Serie C il Lumezzane nel primo turno supera il Fiorenzuola, mentre nel secondo turno è stato eliminato dal Leffe.

## Rosa
| N. |                   | Ruolo | Calciatore            |
| -- | ----------------- | ----- | --------------------- |
|    | Italia (bandiera) | C     | Mauro Antonioli       |
|    | Italia (bandiera) | D     | Manuel Belleri        |
|    | Italia (bandiera) | P     | Alessandro Bianchessi |
|    | Italia (bandiera) | P     | Alessandro Bolpagni   |
|    | Italia (bandiera) | C     | Cristian Boscolo      |
|    | Italia (bandiera) | D     | Stefano Botti         |
|    | Italia (bandiera) | A     | Corrado Cortesi       |
|    | Italia (bandiera) | D     | Cristiano Donà        |
|    | Italia (bandiera) | C     | Francesco Faini       |

| N. |                   | Ruolo | Calciatore               |
| -- | ----------------- | ----- | ------------------------ |
|    | Italia (bandiera) | A     | Simone Inzaghi           |
|    | Italia (bandiera) | A     | Massimiliano Maffioletti |
|    | Italia (bandiera) | A     | Stefano Preti            |
|    | Italia (bandiera) | A     | Claudio Salvi            |
|    | Italia (bandiera) | C     | Michele Sella            |
|    | Italia (bandiera) | D     | Damiano Sonzogni         |
|    | Italia (bandiera) | D     | Marco Zaninelli          |
|    | Italia (bandiera) | C     | Giorgio Zamuner          |
|    | Italia (bandiera) | D     | Claudio Zola             |

## Risultati

### Campionato

#### Girone di andata
| 1º settembre 1996 1ª giornata | Lumezzane | 2 – 2 | Torres |  |

| 8 settembre 1996 2ª giornata | Leffe | 0 – 0 | Lumezzane |  |

| 15 settembre 1996 3ª giornata | Lumezzane | 1 – 1 | Valdagno |  |

| 22 settembre 1996 4ª giornata | Cremapergo | 1 – 1 | Lumezzane |  |

| 29 settembre 1996 5ª giornata | Olbia | 0 – 0 | Lumezzane |  |

| 6 ottobre 1996 6ª giornata | Lumezzane | 6 – 1 | Mestre |  |

| 13 ottobre 1996 7ª giornata | Tempio | 0 – 2 | Lumezzane |  |

| 20 ottobre 1996 8ª giornata | Lumezzane | 1 – 0 | Ospitaletto |  |

| 3 novembre 1996 9ª giornata | Pro Sesto | 1 – 1 | Lumezzane |  |

| 10 novembre 1996 10ª giornata | Lumezzane | 2 – 0 | Lecco |  |

| 17 novembre 1996 11ª giornata | Varese | 1 – 1 | Lumezzane |  |

| 1º dicembre 1996 12ª giornata | Lumezzane | 3 – 0 | Voghera |  |

| 8 dicembre 1996 13ª giornata | Pro Patria | 0 – 1 | Lumezzane |  |

| 15 dicembre 1996 14ª giornata | Lumezzane | 1 – 0 | Pavia |  |

| 22 dicembre 1996 15ª giornata | Pro Vercelli | 0 – 2 | Lumezzane |  |

| 29 dicembre 1996 16ª giornata | Lumezzane | 2 – 1 | Solbiatese |  |

| 12 gennaio 1997 17ª giornata | Cittadella | 1 – 1 | Lumezzane |  |

#### Girone di ritorno
| 19 gennaio 1997 18ª giornata | Torres | 4 – 0 | Lumezzane |  |

| 26 gennaio 1997 19ª giornata | Lumezzane | 2 – 0 | Leffe |  |

| 2 febbraio 1997 20ª giornata | Valdagno | 0 – 2 | Lumezzane |  |

| 9 febbraio 1997 21ª giornata | Lumezzane | 1 – 1 | Cremapergo |  |

| 16 febbraio 1997 22ª giornata | Lumezzane | 1 – 0 | Olbia |  |

| 23 febbraio 1997 23ª giornata | Mestre | 1 – 0 | Lumezzane |  |

| 2 marzo 1997 24ª giornata | Lumezzane | 3 – 0 | Tempio |  |

| 9 marzo 1997 25ª giornata | Ospitaletto | 1 – 0 | Lumezzane |  |

| 16 marzo 1997 26ª giornata | Lumezzane | 1 – 0 | Pro Sesto |  |

| 29 marzo 1997 27ª giornata | Lecco | 1 – 1 | Lumezzane |  |

| 6 aprile 1997 28ª giornata | Lumezzane | 3 – 0 | Varese |  |

| 13 aprile 1997 29ª giornata | Voghera | 1 – 1 | Lumezzane |  |

| 20 aprile 1997 30ª giornata | Lumezzane | 1 – 2 | Pro Patria |  |

| 27 aprile 1997 31ª giornata | Pavia | 0 – 1 | Lumezzane |  |

| 4 maggio 1997 32ª giornata | Lumezzane | 1 – 0 | Pro Vercelli |  |

| 11 maggio 1997 33ª giornata | Solbiatese | 1 – 1 | Lumezzane |  |

| 18 maggio 1997 34ª giornata | Lumezzane | 1 – 1 | Cittadella |  |